# چپ جمهوری‌خواه کاتالونیا
چپ جمهوری‌خواه کاتالونیا (کاتالونیایی: Esquerra Republicana de Catalunya ; کاتالونیایی: Esquerra Republicana de Catalunya، ERC; IPA: [əsˈkɛrə rəpub:ɫiˈkanə ðə kətəˈɫuɲə]) (کاتالونیایی: Esquerra Republicana de Catalunya، ERC; IPA: [əsˈkɛrə rəpub:ɫiˈkanə ðə kətəˈɫuɲə]) از احزاب ملی‌گرای کاتالان در منطقه خودمختار کاتالونیای اسپانیا است. این حزب همچنین حامی اصلی جنبش استقلال از فرانسه و اسپانیا در مناطقی است که در بین ملی گرایان کاتالان به سرزمین‌های کاتالان مشهور است.